# Tóth József (polgármester)
Tóth József (Budapest, 1950. február 5. –) magyar politikus, országgyűlési képviselő, 1994-től Budapest XIII. kerületének a polgármestere.

## Családja
Nős, két gyermek édesapja.

## Életpályája

### Tanulmányai
1968-ban érettségizett a Bolyai János Elektronikai Szakközépiskolában. Tanulmányait a Kereskedelmi és Vendéglátóipari Főiskolán, a Politikai Főiskolán, valamint a Külkereskedelmi Főiskolán folytatta. Marketingkommunikáció, valamint idegenforgalmi és szállodaipari szaküzemgazdász képesítéseket szerzett, 1986-ban gazdaságpolitikai témájú dolgozatával doktori címet szerzett.

### A rendszerváltás előtt
1968-ban kezdett dolgozni az Elzett gyárban. Később az ifjúsági, párt- és sportmozgalomban tevékenykedett.

## A rendszerváltás után
1991-től 1994-ig egy cég ügyvezető igazgatója volt. Tagja a Város-Falu Alapítvány kuratóriumának és a Magyar Újságírók Országos Szövetségének. 1995-től a Baloldali Önkormányzati Közösség alelnöke, 2003 januárjától elnöke. 1989 októberétől az MSZP egyik szervezője a XIII. kerületben, 1990-től elnökségi tag. 1994-ig a Budapesti Párttanács tagja volt. 1994 decemberében az MSZP színeiben a XIII. kerület polgármesterévé választották. 1998-ban ismét a kerület első embere lett. 2002 áprilisában az országgyűlési képviselőválasztások első fordulójában mandátumot szerzett a Budapest 20. számú választókerületében Angyalföldön. 2002 októberében harmadszor is a XIII. kerület polgármesterévé választották. 2003 februárjában a budapesti kerületek polgármestereinek többsége delegálta a Közép-Magyarországi Régió Fejlesztési Tanácsába, ahol társelnökké választották.
A 2010-es országgyűlési választáson, az MSZP 176 egyéni jelöltje közül csak neki és Szanyi Tibornak sikerült egyéniben mandátumot szerezni. Külön érdekesség hogy mindketten a XIII. kerületben indultak a 19. (Szanyi Tibor) és a 20. (Tóth József) választókerületben.
2014-ben továbbra is bizalmat szavazott neki Angyalföld-Újlipótváros-Vizafogó közössége, így további öt évig vezethette csapatával a kerületet. Az országos trenddel szembemenve, nem kötött szövetséget az Együtt-PM-DK-MOMA szövetséggel, de így is minden egyéni körzetben toronymagasan nyertek jelöltjei. A 22 fős közgyűlésben 16 fő az MSZP delegáltja.
Mind a 2019-es, mind a 2024-es önkormányzati választásokon ismételten polgármesterré választották.